# Бобрик Первый
Бо́брик Пе́рвый — село в Любашёвском районе Одесской области.

## История
Первое упоминание относится к 1767 году как Великий Бобрик.  При Российской империи село входило в состав Балтского уезда Подольской губернии.
Село, а также соседние поселения: слободка Янишёвка, приселок Арчепитовка и деревня Малый Бобрик расположены на левом берегу р. Кодымы, на равнине. Через село проходила почтовая дорога из Балты в Кривое Озеро и Богополь. В начале ХІХ столетия эта дорога была военно-транзитной дорогой и до проведения железной дороги – особенно оживленной. С присоединением Новороссийского края к России все жители Великого Бобрика, по распоряжению Екатерины II, кроме крестьянина Ивана Кушниренка, наименовавшегося Скорупским, как говорит предание, переведены на правый берег р. Кодымы и образовали поселение, под названием Казённого Бобрика (сейчас –  Бобрик Второй). Оставленное поселение постепенно заселялось выходцами из других мест и сохранило своё прежнее название. Село Великий Бобрик принадлежало в XVIII в. князьям Любомирским, но с 1817 года перешло в казну; затем это имение было подарено в пожизненное владение генералу Быстрому, который отдавал его в аренду разным лицам. В этот период около 1817-1825 гг., к западу от Бобрика поселился возле озера некто Арчепита, другие поселенцы, и образовался поселок Арчепитовка. На востоке от села в 1817 г. при арендаторе Янишевском, по его вызову, между Малым и Великим Бобриками поселились вольные люди, которые образовали слободку Янишёвку. Великий Бобрик с Арчепитовкой и Янишёвкой с 1841 г. перешли в Ведомство Государственных Имуществ, и в 1845 г. крестьяне были наделены угодьями и освобождены от барщины. Эти общества получили наделы на правах крестьян-собственников с 49-летним выкупом. В 1872 г. из свободных казённых земель отведена ферма в 679 десятин тайному советнику Карлу Варанду; эту ферму затем крестьяне Арчепитовки, с помощью земельного банка, приобрели в собственность. Деревня Малый Бобрик, составлявшая в конце XVIII в. собственность католического епископа Сероковского, перешла к помещику Хоментовскому, затем переходила к разным лицам. Православных по переписи 1879 г. – 1802 мужчины и 1729 женщин, католиков – 191 и 168, евреев 26 и 22 каждого пола. Существует предание, что когда крестьяне Великого Бобрика около 1790 г. переведены были на правый берег р. Кодымы, то при своем переселении разобрали храм и перенесли на новое место своего жительства. На месте разобранного храма в 1817 г. построен новый деревянный храм во имя св. Димитрия. Сначала храм имел форму узкого прямоугольника в 22 ¼ арш. длины и 6 ½ арш. ширины, с одним низким куполом, без колокольни. В 1830 г. построена отдельно от церкви колокольня. В 1861 году храм расширен пристройкой с северной и южной стороны приделов длиною по 4 ½ арш. и получил вид креста. Церковно-приходская школа с 1877 года; помещается с 1879 года в собственном доме.
При Российской империи село входило в состав Балтского уезда Подольской губернии.

## География
Расположено на северном берегу реки Кодыма.

## Известные жители и уроженцы
- Улицкий П. М. — Герой Советского Союза (1923—1996)
- Аркадий Мациевский — советский и украинский скульптор (1931—2006) (работал в Кировограде)
- Альбин Гавдзинский — советский и украинский  художник, заслуженный художник УССР, народный художник Украины (1923-2014)